# Terence Conran
Pour les articles homonymes, voir Conran.
Terence Orby Conran, né le 4 octobre 1931 à Kingston upon Thames et mort le 12 septembre 2020 à Kintbury (West Berkshire),, est un designer et un homme d'affaires britannique. Il est célèbre pour avoir fondé Habitat et The Conran Shop.

## Biographie

### Formation et enfance
Terence Orby Conran est né le 4 octobre 1931 à Kingston, Londres. Il est le fils de Gerard et Christina (née Halstead) Conran. Il a grandi avec un père impliqué dans les affaires, une mère passionnée d'art, ce qui a nourri l'intérêt et le talent créatif de Terence, ainsi qu'une sœur nommée Priscilla qui a également eu une carrière dans le design et l'industrie de la restauration. À l'âge de 13 ans, il a perdu définitivement la vision de son œil gauche à la suite d'un incident. Il a étudié à Bryanston dans le Dorset et à la Central School of Arts and Crafts à Londres, qu'il a quittée avant d'obtenir son diplôme,.

### Vie professionnelle
À l'âge de 19 ans, Conran a travaillé pour un architecte qui a participé à la conception du Festival of Britain en 1951. Dans les années vingt, il a commencé à concevoir des meubles simples et les a vendus dans une arcade à Piccadilly, Londres. À la fin des années 1980, Conran possédait 900 magasins (de nombreuses chaînes différentes) à travers le monde, notamment au Japon, en Europe, en Amérique, etc. Ces magasins vendaient une variété de produits, tels que des meubles, des vêtements et des articles pour la maison. En 2005, Terence Conran a été nommé le restaurateur le plus influent de Grande-Bretagne par CarterSearch. Conran a toujours mis en avant sa polyvalence en tant qu'homme multidisciplinaire. En 1993, Conran a déclaré: «Il y a toujours eu une étrange idée selon laquelle, parce que je suis designer, je ne pouvais pas être homme d'affaires [...] J'ai commencé avec 300 $ que ma chère mère m'a donnés et j'ai construit une entreprise qui, à un moment donné, avait une capitalisation boursière de 2 milliards de dollars. Donc, je dirais qu'en tant que designer, je suis un très bon homme d'affaires.»  En 2020, sa fortune était estimée à plus de 100 millions de dollars.

### Vie personnelle
Terence Conran a d'abord épousé l'architecte Brenda Davidson en 1952, à l'âge de 19 ans, mais le mariage n'a duré que six mois. Quelques années plus tard, en 1954, il s'est fiancé à la journaliste Shirly Pearce. De cette union, Terence Conran a eu deux fils, Sebastian et Jasper Conran. Un divorce a été déposé en 1962. L'année suivante, il a commencé une relation avec Caroline Herbert, qu'il épousera plus tard dans leur relation. Ils ont eu trois enfants ensemble: Sophie, Tom et Ned Conran. Leur union s'est terminée de manière retentissante en 1996, Caroline quittant avec une réclamation conjugale de 10,5 millions de livres. Conran a épousé sa quatrième et dernière femme, Victoria Davis, en 2000.

## Carrière en restauration et détail

### Son parcours en restauration
En 1953, Conran a ouvert un bistro appelé The Soup Kitchen à Charing Cross, Londres. En 1954, Conran décide d'ouvrir un restaurant et le nomme: the Orrery En 1987, Conran s'est procuré le Michelin House sur Fulham Road à Londres. Il a rénové ce lieu pour transformer cette ancienne entreprise de pneus en un lieu de cuisine et de salle à manger. Conran donne le nom de Bibendum Restaurant & Oyster Bar à ce restaurant qui devient un de ses projets de restaurations les plus importants dans sa carrière. Cette cuisine française devient propriété par la suite par, un célèbre chef français, Claude Bosi. Après la création de ce restaurant, Conran se contente de dire: «Our vision was to create something entirely new, placed somewhere between the relaxed atmosphere of a Parisian brasserie and the precise, elegant formality of somewhere like the Connaught.» Son restaurant italien appelé Neal Street à Covent Garden a eu naissance vers le début des années 70 et Conran perd cette propriété en 1989 qui a été reprise par Antonio Carluccio, le mari de sa sœur. Ce qui est particulier de ce restaurant c’est que celui-ci est devenu très fréquentable des artistes de ces époques depuis son tout début. En plus d’être connecté au studio de design de Conran, plusieurs peintres des années 60 ont participé au design de cette cantine par exemple, David Hockney qui a conçu le menu et Dick Smith qui a apporté sa créativité au design des murs. En 1993, après la fermeture du restaurant Quaglino, Conran décide de lui donner une opportunité et décide de le rouvrir. Le Pont de la Tour à Butler's Wharf (1991)fut une autre de ses acquisitions 

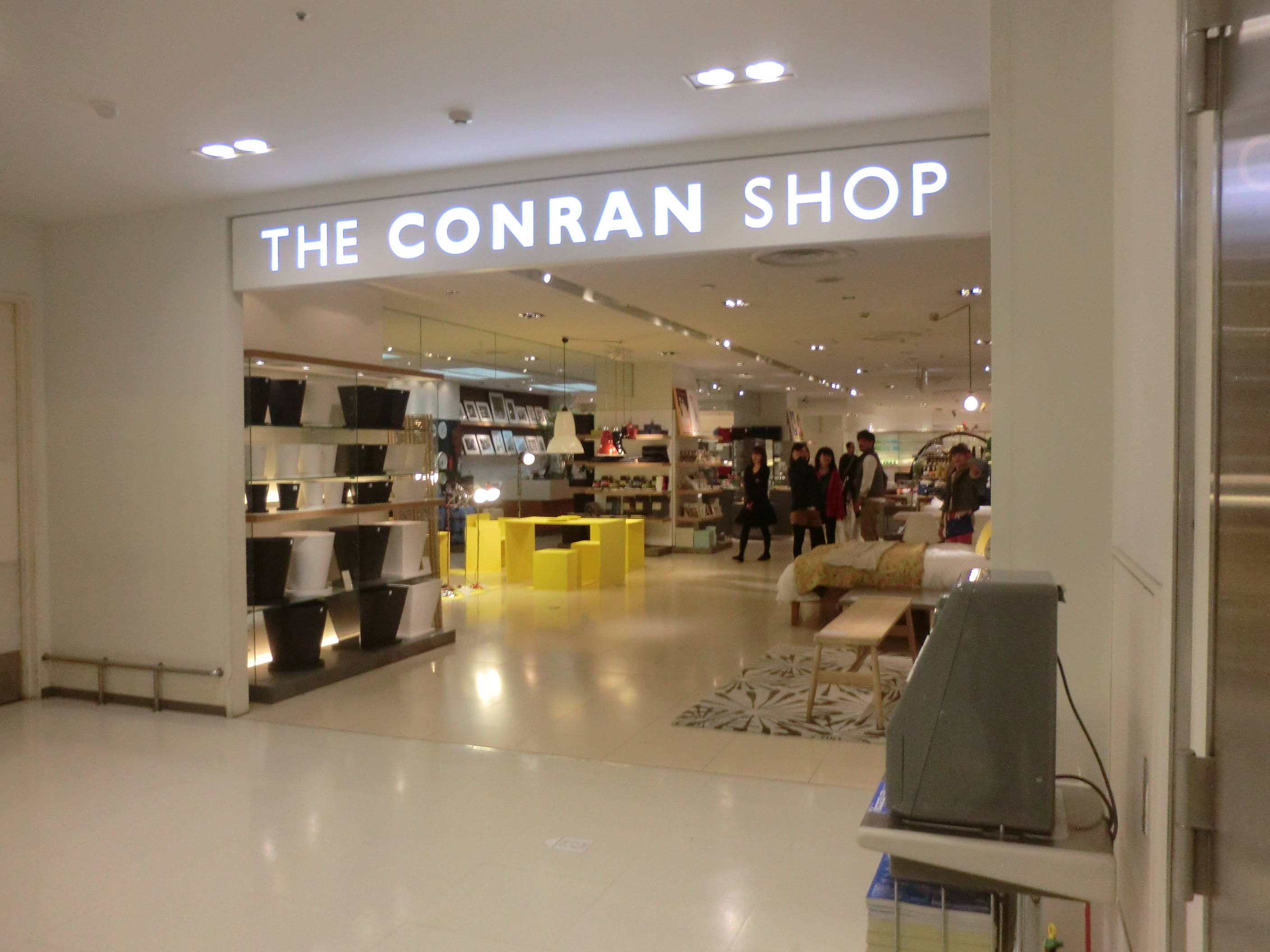
Le magasin Coran à Tokyo

### Magasin Habitat et catalogue
En 1961, Conran a reçu des subventions de développement régional du Conseil de Londres, ce qui lui a permis de monter sa propre usine à Thetford, en Angleterre. Conran s'est ensuite spécialisé dans le commerce de détail. Trois ans plus tard, en 1964, Habitat a ouvert sur Fulham Road, en Angleterre, où des meubles rejetés par les magasins conventionnels étaient vendus. Moins de dix ans plus tard, un magasin Habitat a ouvert à Paris, en France. Il a ensuite étendu ses activités au-delà de l'Europe pour atteindre les États-Unis en 1977, où les magasins sont nommés Conran pour des raisons de droits d'auteur aux États-Unis. Chez habitat se vendait des meubles et accessoires de maison d’une manière d’entrepôt. Il se vendait des choses tels que des reproductions de meubles Victoriens, des chaises en bois du 19e siècle, ainsi que divers ustensiles de cuisine tels que des saladiers français et des tasses en émail. (7) Plus tard, en 1994, un magasin a ouvert à Tokyo et un emplacement supplémentaire a été ajouté dans la ville de New York. Habitat a rapidement connu le succès à travers le monde surtaxé par le fait que ce magasin de détail vendait, en plus de ses meubles, une gamme variée de produits abordables mais distinctifs, comme des lanternes en papier et des planches à découper. Les gens ont vite compris qu'ils pouvaient transformer leur intérieur en ajoutant seulement quelques-uns de ces objets qui y étaient vendus. Il vend en 1992 au géant Ikea pour créer sa nouvelle enseigne, The Conran Shop. La fondation Conran, qui dirige le projet Boilerhouse, est créée en 1981 pour stimuler les liens entre l'industrie et le design.

## Héritage et influence

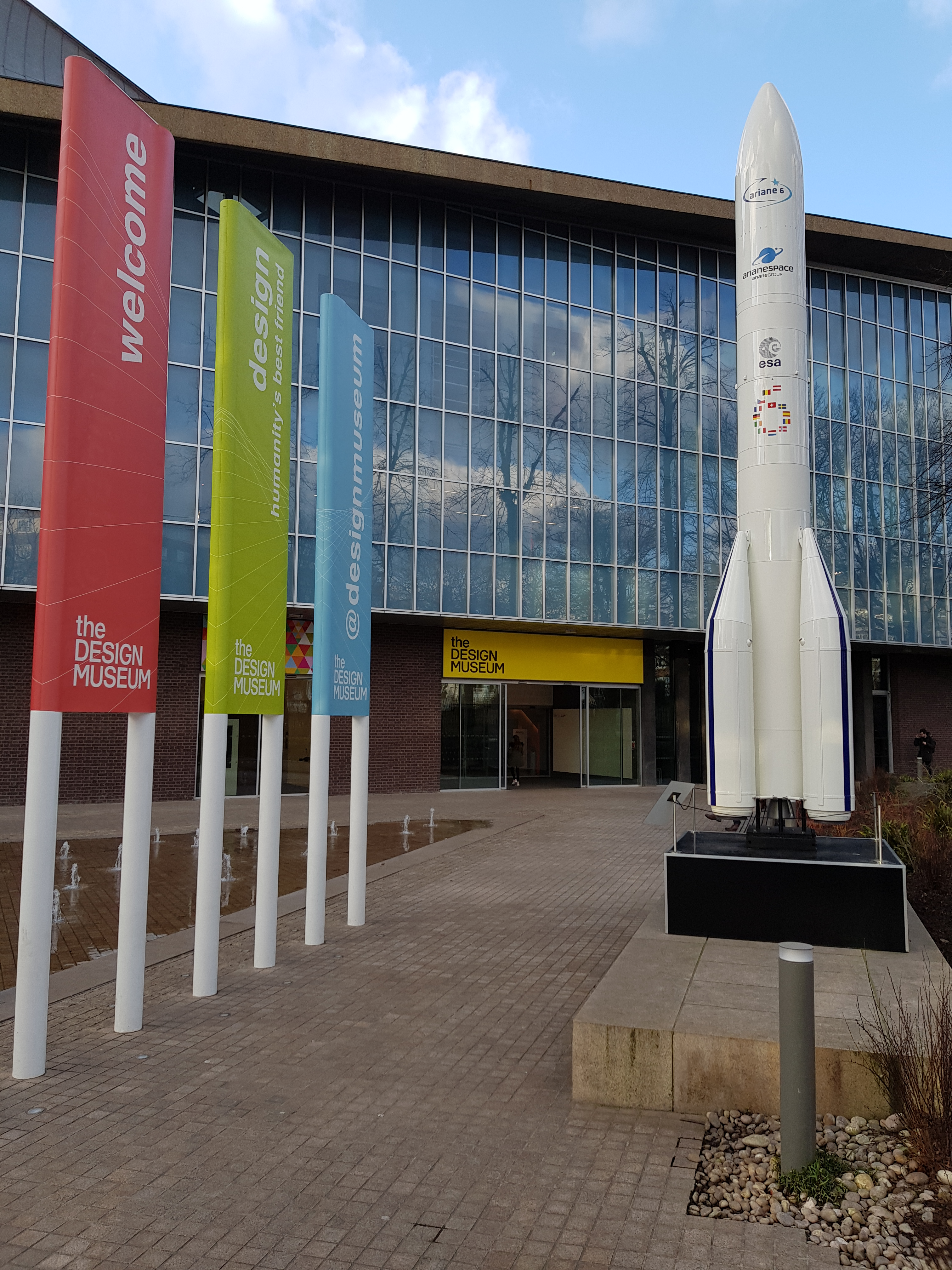
Le Design Museum à Londres fondé par Terence Conran

### Design Museum
Fondé en 1989 par Terence Conran, le Design Museum est le seul musée britannique dédié aux produits contemporains et aux designs architecturaux. Inspiré par les meilleurs produits de design contemporain dans le monde, l’objectif était de permettre un espace permanent au Royaume-Uni dédié à l'exposition du design moderne. C'est ainsi que, grâce aux fonds issus de l’introduction en bourse de Habitat, la Fondation Conran a été créée pour concrétiser cette vision et offrir un lieu unique célébrant le design actuel et ses innovations. Le musée a été honoré par la reine Elizabeth II.

### Principe de design
Pour Conran, un principe qu'il prenait en compte était l'idée du “good-design”, cela permettait d’introduire ses designs à un plus gros public afin de servir de stratégie de vente efficace. Il était impératif de refléter les désirs et non les besoins des clients dans le design de ses produits, car c'était ce qui vendait. En partant du “good-design”, Conran avait pour but de créer des objets « économiques, [...], simples et utiles ».

## Faits importants
En 1983, la reine reconnait la forte implication de Conran dans l'objectif de populariser la culture des arts britanniques internationalement. Elle l'anobli après ce succès et il devient Sir Terence Conran.
En 1994, il a remporté le prix Catey pour être le restaurateur de l'année.
En 1998, il a remporté le prix spécial Catey pour son impact dans le secteur de l'hospitalité.
En 2003, il reçoit le prix Prince Phillip Designer's. Le Duc reconnait que les réalisations de Terence Conran ont marqué l'industrie du design et décide de lui récompenser .

## Publications
- The House Book. Pub. Mitchell Beazley, 1974  (ISBN 0855330414)
- The Kitchen Book. Crown Publishers, 1977
- The Bed and bath Book. Crown Publishers, 1978  (ISBN 0-517-53399-5)
- The Cook Book avec Caroline Conran. Crown Publishers, 1980  (ISBN 0517540185)
- The Vegetable Book. Crescent, 1984  (ISBN 0517446456)
- Terence Conran's New house book. Villard Books, 1985  (ISBN 0-394-54633-4)
- Terence Conran's plants at home avec Susan Conder. Conran Octopus, 1986  (ISBN 1-85029-056-3)
- Terence Conran's France avec Pierrette Pompon Bailhache, Maurice Croizard. Little, Brown, 1987  (ISBN 0-316-15327-3)
- Terence Conran's Home Furnishings. 1987  (ISBN 5-551-98206-8)
- Terence Conran's do-it-yourself with style. Simon & Schuster, 1989  (ISBN 0671687190)
- Tableware avec Jeremy Myerson, Sylvia Katz. Pub. Van Nostrand Reinhold, 1990
- Conran's Decorating with Plants. Smithmark Pub, 1990  (ISBN 0-8317-2169-3)
- Terence Conran's garden style, avec John McGowan. Éd. Roger DuBern. Crown Publishers, 1991  (ISBN 0517584638)
- The Soft furnishings book. Conran Octopus, 1995
- The French Room: Simple French Style for Your Home avec Elizabeth Wilhide. Conran Octopus, 1995  (ISBN 1-85029-825-4)
- Terence Conran on design. Conran Octopus, 1996  (ISBN 1-85029-771-1)
- The Essential garden Book' (co-auteur avec Dan Pearson, paysagiste), Three Rivers Press, 1998  (ISBN 0-609-80022-1)
- Terence Conran's Easy Living. Soma Books, 1999  (ISBN 1-57959-045-4)
- Terence Conran on restaurants. Overlook Press, 2000  (ISBN 1585670456)
- Terence Conran Small Spaces. Clarkson N Potter Publishers, 2001  (ISBN 5-559-43946-0)
- Kitchens: the hub of the home. Clarkson Potter/Publishers, 2002  (ISBN 0-609-61052-X)
- Bathrooms: just add water. Conran Octopus, 2004  (ISBN 1-84091-357-6)
- Designers on Design avec Max Fraser. Collins Design, 2005  (ISBN 0060834102)
- The Ultimate House Book: For Home Design in the Twenty-First Century. Éd. Elizabeth Wilhide. Pub. Conran Octopus, 2006  (ISBN 1-84091-468-8)
- The Conran Cookbook avec Simon Hopkinson, Caroline Conran. Conran Octopus, 2007  (ISBN 1-84091-496-3)
- How to live in small spaces: design, furnishing, decoration, detail for the smaller home. Pub. Conran Octopus, 2007  (ISBN 1-84091-473-4)
- Storage: Get Organized. Conran Octopus, 2007  (ISBN 1-84091-434-3)
- Chef's Garden: Fresh Produce from Small Spaces. Conran Octopus, 2008  (ISBN 1-84091-510-2)
- Terence Conran's Inspiration avec Stafford Cliff. Conran Octopus, 2009  (ISBN 1-84091-494-7)
- Essential Colour. Conran Octopus Publishing, Londres, 2011  (ISBN 978-1-84091-567-9)
- Eco House Book. Conran Octopus Publishing, Londres, 2012  (ISBN 978-1-84091-602-7)
- Plain, Simple, Useful. The Essence of Conran Style. Conran Octopus Publishing, Londres, 2014  (ISBN 978-1-84091-655-3)

### Article de presse
- Colombe Pringle, « Terence Conran, seigneur de l'art de vivre », L'Express, 7 août 1997, pp. 84-85.